# Ectatoderus sandrasagarai
Ectatoderus sandrasagarai är en insektsart som beskrevs av Fernando 1956. Ectatoderus sandrasagarai ingår i släktet Ectatoderus och familjen Mogoplistidae. Inga underarter finns listade i Catalogue of Life.